# Демографска историја Срба у Хрватској
Срби у Хрватској су највећа национална мањина у Републици Хрватској. По попису становништва из 2001. Срба је 201.631 и чине 4,5% становништва Хрватске. У односу на претходне пописе становништва дошло је до смањења удела Срба у укупној популацији Хрватске.

## Попис становништва 1948.
Први послератни попис становништва из 1948. године, показао је да се у Хрватској од 3,7 милиона житеља 543.739 или 15 одсто изјаснило као Срби.

## Попис становништва 1953.
Попис становништва из 1953. године показао је да у Хрватској живи 588.411 Срба.

## Попис становништва 1961.
Попис становништва из 1961. године показао је да у Хрватској живи 624,985 Срба.

## Попис становништва 1971.
Попис становништва из 1961. године показао је да у Хрватској живи 626.789 Срба.

## Попис становништва 1981.
Према попису из 1981. године, у Хрватској се 531.502 становника или 11,6 одсто изјаснило као Срби. Пад удела Срба у укупном становништву се догодио услед ниског наталитета, исељавања у Србију, Београд и Војводину (укупно 22.284 Срба, те зато што се велики број Срба од 1961. године изјашњавао као Југословени. Из Србије се у Хрватску доселио 9.287 Срба.

## Територијална распрострањеност
Највећи удео Срба, 1991. године, је био у општини Доњи Лапац и то преко 95%. Поред тога Срби су 1991. године чинили велику већину, између 80 и 90 одсто у општинама Војнић, Кореница, Двор, Книн и Грачац, са осамдесет и Вргинмост, Глина, Костајница, Бенковац и Обровац са 50 до 70 одсто. Половину су имали у Петрињи и Пакрацу. Трећину становништва чинили су у општинама Огулин, Карловац, Новска, Бели Манастир, Вуковар, Ораховица, Дарувар, Грубишно Поље, Подравска Слатина. Преко 20 одсто било их је у Осијеку, Сиску, Новој Градишки, а имеђу 15 и 20 одсто у Нашицама, Доњем Михољцу, Славонској Пожеги. Значајне српске заједнице постојале су и у Винковцима, Славонском Броду, Ђакову, Бјеловару, Копривници, Кутини, Гарешници, Врбовском, Шибенику, Задру, Сињу, Имотском. Већину су дакле имали у Западној Славонији, деловима Барање и источне Славоније, затим на Банији, Кордуну, Лици, Крбави, те деловима Далматинске Загоре и Билогоре. У Загребу је 1991. године, живело 44.384 Срба, односно, чинили су 6,27% становништва главног града Хрватске. У неких двадесетак општина од око 115 тада, Срба је било испод 1 одсто.
Изузев великих градова, где су Срби, углавном, живели у центру, остала подручја припадала су најнеразвијенијим деловима Хрватске, са најнижим републичким дохотком по глави становника. Друштвени план развоја Хрватске од 1966. до 1970. године означио је 15 општина као неразвијене, а међу њима једанаест са већинским српским становништвом, али хрватска влада никада није обезбедила довољно средстава за развој тих крајева. Нарочито је жалосно стање било у Лици. Та економска заосталост је неминовно утицала на исељавање становништва и уопште Срба из Хрватске. Према статистичким анализама др Руже Петровић између 1971. и 1981. године, иселило се из Хрватске 157.530 Срба.